# Лизинська сільська рада
Лизинська сільська рада — сільська рада у Білокуракинському районі Луганської області з адміністративним центром у селі Лизине. Населення становить 941 особа. Щільність населення — 10,5 осіб/км².

## Населені пункти
Сільській раді підпорядковані населені пункти:
- с. Лизине
- с. Шапарівка

## Загальні відомості
Історична дата утворення: в грудні 1917 року.
Сільська рада межує (з півночі за годинниковою стрілкою) з Павлівською, Олександропільською сільськими радами Білокуракинського району, Осинівською, Закотненською сільськими радами Новопсковського району, Нещеретівською, Олексіївською сільськими, Білокуракинською селищною радами Білокуракинського району. Територія сільської ради становить 89,9 км², периметр — 44,867 км.
На території сільської ради бере початок річка Козинка, споруджено Самсонівський став. У верхів'ї долини Козинка 24 лютого 1995 року утворено пам'ятку природи місцевого значення Самсонівська заводь. Присутні значні масиви байрачних лісів.

## Склад ради
Загальний склад ради: 12 депутатів. Партійний склад: Партія регіонів — 6 (54,5%), Народна партія — 3 (27,3%), Комуністична партія — 1 (9,1%), самовисування — 1 (9,1%). Голова сільради — Коваленко Ірина Володимирівна, секретар — Хмеленко Наталя Олексіївна.
| Лизинська сільська рада     | Лизинська сільська рада          | Лизинська сільська рада             | Лизинська сільська рада                                                                                    |
| № зп                        | Прізвище, ім'я, по батькові      | Дата визнання обраним               | Відомості про обраного депутата                                                                            |
| Комуністична партія України | Комуністична партія України      | Комуністична партія України         | Комуністична партія України                                                                                |
| --------------------------- | -------------------------------- | ----------------------------------- | --- |
| 1                           | Беденко Олексій Вікторович       | 4 листопада 2010                    | Освіта вища, позапартійний, Лизинська сільська рада, землевпорядник.                                       |
| Народна партія              |                                  |                                     | |
| 1                           | Молчанова Неля Василівна         | 4 листопада 2010                    | Освіта вища, член Партії регіонів, Лизинська загальноосвітня школа, вчитель.                               |
| 2                           | Хрипун Іван Олексійович          | 4 листопада 2010                    | Освіта вища, член Народної партії, Лизинська сільська рада, архіваріус.                                    |
| 3                           | Жирікова Лариса Володимирівна    | 4 листопада 2010                    | Освіта вища, член Партії регіонів, тимчасово не працює.                                                    |
| Партія регіонів             |                                  |                                     | |
| 1                           | Хмеленко Наталія Олексіївна      | 4 листопада 2010                    | Освіта вища, член Партії регіонів, Лизинська сільська рада, секретар.                                      |
| 2                           | Світлична Галина Анатоліївна     | 4 листопада 2010                    | Освіта вища, член Партії регіонів, Лизинська загальноосвітня школа, вчитель.                               |
| 3                           | Фоменко Олександр Павлович       | 4 листопада 2010                    | Освіта середня, член Партії регіонів, тимчасово не працює.                                                 |
| 4                           | Дорошенко Михайло Іванович       | 4 листопада 2010                    | Освіта вища, член Партії регіонів, СТОВ «Прогрес», охоронець.                                              |
| 5                           | В'ялий Іван Леонтійович          | 4 листопада 2010                    | Освіта вища, член Партії регіонів, СТОВ Агрофірма «Зоря», керуючий відділенням.                            |
| 6                           | Беденко Ольга Семенівна          | 4 листопада 2010                    | Освіта вища, член Партії регіонів, тимчасово не працює.                                                    |
| Сильна Україна              |                                  |                                     | |
| 1                           | Башкардіна Наталія Володимирівна | з 4 листопада 2010 до 5 серпня 2013 | Освіта вища, член Політичної партії «Сильна Україна», Лизинський фельдшерсько-акушерський пункт, акушерка. |
| Самовисування               |                                  |                                     | |
| 1                           | Акімов Микола Олександрович      | 4 листопада 2010                    | Освіта середня, член Соціалістичної партії України, СТОВ Агрофірма, охоронець.                             |

### Керівний склад ради
| ПІБ                           | Основні відомості                                                                  | Дата обрання | Дата звільнення |
| ----------------------------- | ---------------------------------------------------------------------------------- | ------------ | --------------- |
| Павлік Юрій Олексійович       | Сільський голова, 1962 року народження, освіта, член Соціалістичної партії України | 26.03.2006   | 01.11.2007      |
| Коваленко Ірина Володимирівна | Сільський голова, 1971 року народження, освіта, позапартійна                       | 16.03.2008   | 31.10.2010      |
| Коваленко Ірина Володимирівна | Сільський голова, 1971 року народження, освіта вища, член Партії регіонів          | 31.10.2010   |                 |

Примітка: таблиця складена за даними джерела

## Економіка
На землях сільської ради господарювало СТОВ Прогрес, під керівництвом Лапти Володимира Миколайовича.